# 中島拓也
中島 拓也（なかじま たくや、1988年10月9日 - ）は、ジャパンラグビーリーグワンクリタウォーターガッシュ昭島に所属するラグビー選手。チームの主将である。

## プロフィール
- 埼玉県出身[1]。
- ポジションはセンター(CTB)。
- 身長 174 cm、体重 89 kg
- ニックネームはなかじ。
- U20日本代表に選ばれたことがある[2]。
- 尊敬する人物は大西将太郎。

## 略歴
ラグビーを始めたきっかけは親の影響から。
2007年、熊谷工業高校卒業後、ヤマハ発動機ジュビロ(現・静岡ブルーレヴズ)に加入。
2009年11月29日に行われたジャパンラグビートップリーグ第8節のコカ･コーラウエストレッドスパークス戦に途中出場で公式戦初出場を果たす。
2010年、ヤマハ発動機ジュビロを退団し、東海大学に入る。
2014年、東海大学卒業後、栗田工業ウォーターガッシュ(現・クリタウォーターガッシュ昭島)に加入。